# Gorxheimertal

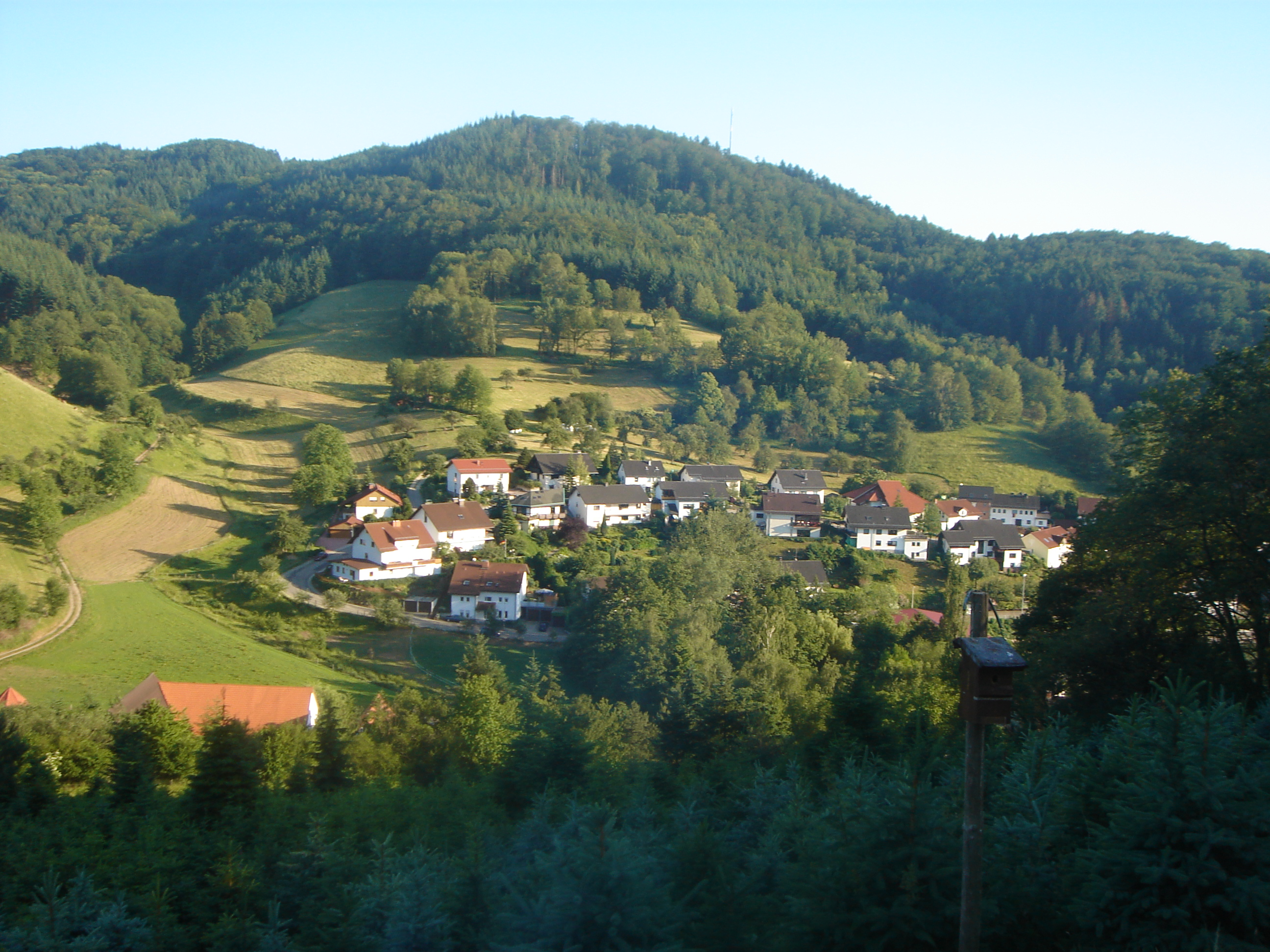
Daumberg im Gorxheimertal

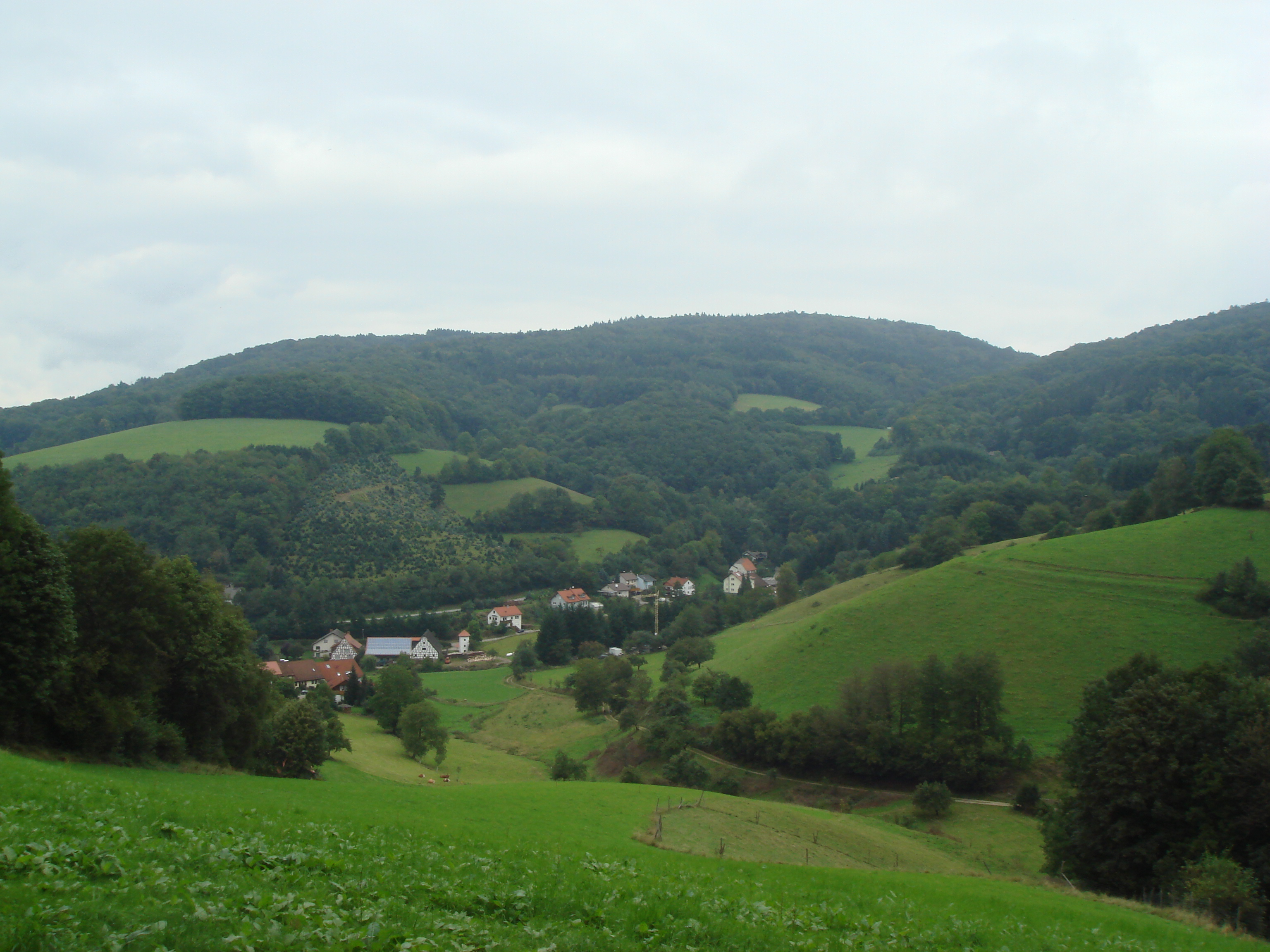
Waldskopf in Löhrbach

Gorxheimertal ist eine Gemeinde im hessischen Odenwald. Sie gehört dem Landkreis Bergstraße an und ist damit Teil der Metropolregion Rhein-Neckar sowie der Metropolregion Rhein-Main. Die nächsten Großstädte sind Mannheim (23 km) sowie Heidelberg (25 km).

## Geografie

### Geografische Lage
Die Gemeinde Gorxheimertal liegt langgestreckt im Grundelbachtal. Dieses befindet sich im Odenwald. Der Übergang zu der nächsten größeren Stadt, dem direkt westlich liegenden Weinheim, ist auch der Übergang zwischen Odenwald und Bergstraße sowie zwischen Hessen und Baden-Württemberg.
Durch das Gorxheimertal fließt der Grundelbach. An der Ostspitze des Ortsteils Trösel erheben sich die beiden Berge Waldskopf und Daumberg und begrenzen das Gorxheimertal im Osten. Durch das Gemeindegebiet verläuft die Landesstraße 3257, die von Weinheim kommend, weiter nach Unter-Abtsteinach verläuft.

### Nachbargemeinden
Gorxheimertal grenzt im Norden an die Gemeinde Birkenau (Ortsteile Buchklingen und Löhrbach), im Osten an die Gemeinde Abtsteinach, im Südosten an die Gemeinde Heiligkreuzsteinach sowie im Süden und Westen an die Stadt Weinheim (beide Rhein-Neckar-Kreis in Baden-Württemberg).

### Gemeindegliederung
Die Gemeinde besteht aus den Ortsteilen Gorxheim, Unter-Flockenbach und Trösel.

## Geschichte

### Gemeindegebiet
Die ältesten bekannten Erwähnungen erfolgen um 900 für Unter-Flockenbach als Waldhufendorf/Waldhubendorf und 1071 für Trösel als offenes Reihen-Hufendorf/Reihen-Hubendorf (von Hube bzw. Hubengut). Der Ort Gorxheim wurde erstmals 1486 im Zusammenhang mit einem dort befindlichen Kupferbergwerk erwähnt. Ursprünglich im Besitz des Klosters Lorsch wechselten die Ländereien 1232 an Kurmainz, 1463 an die Kurpfalz und 1623 wieder zurück an Mainz. Die Gerichtsbarkeit und hoheitliche Verwaltung wurde durch die Zent Abtsteinach ausgeübt. 1803 kam das Tal zur Landgrafschaft Hessen-Darmstadt dem späteren Großherzogtum Hessen. Hier gehörte es zum Landratsbezirk Lindenfels und später zu den Kreisen Lindenfels und Heppenheim, der 1938 in den heutigen Landkreis Bergstraße umbenannt wurde.
Zur Geschichte der Ortsteile, siehe:
- Geschichte von Gorxheim
- Geschichte von Unter-Flockenbach
- Geschichte von Trösel

### Gemeindebildung
Im Zuge der Gebietsreform in Hessen fusionierten zum 31. Dezember 1970 die bis dahin selbständigen Gemeinden Gorxheim und Unter-Flockenbach zur neuen Gemeinde Grundelbachtal, die sich am 31. Dezember 1971 mit der Gemeinde Trösel zur heutigen Gemeinde Gorxheimertal zusammenschloss. Ortsbezirke wurden nicht gebildet.

## Bevölkerung

### Einwohnerstruktur 2011/2022
Nach den Erhebungen des Zensus 2011/Zensus 2022 lebten am Stichtag, dem 9. Mai 2011, in Gorxheimertal / 15. Mai 2022 4056/4146 Einwohner. Darunter waren 287/663 (7,1 % / 16,0 %) Ausländer, von denen 160/333 aus dem EU-Ausland, 68/170 aus anderen europäischen Ländern und 58/158 aus anderen Staaten kamen./ Nach dem Lebensalter waren 611/687 Einwohner unter 18 Jahren, 1669/1462 zwischen 18 und 49, 915/1023 zwischen 50 und 64 und 588/617 Einwohner waren älter./ Die Einwohner lebten in 1811/1203 Haushalten. Davon waren 500/? Singlehaushalte, 542/573 Paare ohne Kinder und 593/512 Paare mit Kindern, sowie 148/123 Alleinerziehende und 29/? Wohngemeinschaften./ In 386/224 Haushalten lebten ausschließlich Senioren und in 1196/776 Haushaltungen lebten keine Senioren./
903/717 Einwohner gehörten der evangelischen (22,3 % / 17,3 %) und 2225/1674 Einwohner der katholischen (54,9 % / 40,4 %) Konfession an./

### Einwohnerentwicklung
| Gorxheimertal: Einwohnerzahlen von 1970 bis 2022 | Gorxheimertal: Einwohnerzahlen von 1970 bis 2022 | Gorxheimertal: Einwohnerzahlen von 1970 bis 2022 | Gorxheimertal: Einwohnerzahlen von 1970 bis 2022 | Gorxheimertal: Einwohnerzahlen von 1970 bis 2022 |
| ------------------------------------------------ | ------------------------------------------------ | ------------------------------------------------ | ------------------------------------------------ | ------------------------------------------------ |
| Jahr                                             |                                                  |                                                  |                                                  | Einwohner                                        |
| 1970                                             | 1970                                             |                                                  | 3.598                                            | 3.598                                            |
| 1973                                             | 1973                                             |                                                  | 3.776                                            | 3.776                                            |
| 1975                                             | 1975                                             |                                                  | 3.787                                            | 3.787                                            |
| 1980                                             | 1980                                             |                                                  | 3.860                                            | 3.860                                            |
| 1985                                             | 1985                                             |                                                  | 3.893                                            | 3.893                                            |
| 1990                                             | 1990                                             |                                                  | 4.095                                            | 4.095                                            |
| 1995                                             | 1995                                             |                                                  | 4.240                                            | 4.240                                            |
| 2000                                             | 2000                                             |                                                  | 4.195                                            | 4.195                                            |
| 2005                                             | 2005                                             |                                                  | 4.087                                            | 4.087                                            |
| 2010                                             | 2010                                             |                                                  | 3.985                                            | 3.985                                            |
| 2011                                             | 2011                                             |                                                  | 4.056                                            | 4.056                                            |
| 2015                                             | 2015                                             |                                                  | 4.160                                            | 4.160                                            |
| 2020                                             | 2020                                             |                                                  | 4.064                                            | 4.064                                            |
| 2022                                             | 2022                                             |                                                  | 4.146                                            | 4.146                                            |
| Quellen: siehe folgende Liste                    |                                                  |                                                  |                                                  |                                                  |

- Im Jahr 1970 zählten die in der Gemeinde Gorxheimertal zusammengeschlossenen Gemeinden 3598 Einwohner.[15]
- Zensus 2011[5] und Zensus 2022[6]
- Hessisches Statistisches Informationssystem[16]

### Erwerbstätigkeit
Die Gemeinde im Vergleich mit Landkreis, Regierungsbezirk Darmstadt und Hessen:
|                                                   | Jahr | Gemeinde | Landkreis | Regierungsbezirk | Hessen    |
| ------------------------------------------------- | ---- | -------- | --------- | ---------------- | --------- |
| Sozialversicherungspflichtig Beschäftigte         | 2018 | 305      | 75.286    | 1.740.388        | 2.584.005 |
| Veränderung zu                                    | 2000 | −21,0 %  | +20,9 %   | +19,2 %          | +18,8 %   |
| davon Vollzeit                                    | 2018 | 57,4 %   | 70,6 %    | 72,6 %           | 71,5 %    |
| davon Teilzeit                                    | 2018 | 42,6 %   | 29,4 %    | 27,4 %           | 28,5 %    |
| Ausschließlich geringfügig entlohnte Beschäftigte | 2018 | 139      | 15.568    | 222.301          | 369.892   |
| Veränderung zu                                    | 2000 | +21,9 %  | −4,6 %    | +8,1 %           | +7,9 %    |

| Branche                         | Jahr | Gemeinde | Landkreis | Regierungsbezirk | Hessen |
| ------------------------------- | ---- | -------- | --------- | ---------------- | ------ |
| Produzierendes Gewerbe          | 2000 | 37,6 %   | 39,6 %    | 27,0 %           | 30,6 % |
|                                 | 2018 | *)       | 32,1 %    | 20,4 %           | 24,3 % |
| Handel, Gastgewerbe und Verkehr | 2000 | 21,5 %   | 25,1 %    | 26,4 %           | 25,1 % |
|                                 | 2018 | 29,5 %   | 25,8 %    | 24,7 %           | 23,8 % |
| Unternehmensdienstleistungen    | 2000 | 20,7 %   | 11,6 %    | 25,1 %           | 20,2 % |
|                                 | 2018 | 21,6 %   | 15,3 %    | 31,7 %           | 26,2 % |
| Sonstige Dienstleistungen       | 2000 | 19,4 %   | 22,0 %    | 20,1 %           | 22,5 % |
|                                 | 2018 | 33,1 %   | 25,1 %    | 22,8 %           | 25,2 % |
| Sonstiges (bzw. ohne Zuordnung) | 2000 | 00,8 %   | 01,7 %    | 01,4 %           | 01,5 % |
|                                 | 2018 | 15,7 %   | 01,1 %    | 00,3 %           | 00,4 % |

*) anonymisiert

## Politik

### Gemeindevertretung
Die Kommunalwahl am 14. März 2021 lieferte folgendes Ergebnis, in Vergleich gesetzt zu früheren Kommunalwahlen:
| Sitzverteilung in der Gemeindevertretung 2021Insgesamt 17 Sitze - SPD: 5 - CDU: 3 - Pro-Tal: 9 | Parteien und Wählergemeinschaften | Parteien und Wählergemeinschaften           | % 2021 | Sitze 2021 | % 2016 | Sitze 2016 | % 2011 | Sitze 2011 | % 2006 | Sitze 2006 | % 2001 | Sitze 2001 |
| Sitzverteilung in der Gemeindevertretung 2021Insgesamt 17 Sitze - SPD: 5 - CDU: 3 - Pro-Tal: 9 | Pro-Tal                           | Pro-Gorxheimertal                           | 49,4   | 9          | 46,6   | 8          | 35,6   | 6          | 29,3   | 5          | —      | —          |
| Sitzverteilung in der Gemeindevertretung 2021Insgesamt 17 Sitze - SPD: 5 - CDU: 3 - Pro-Tal: 9 | CDU                               | Christlich Demokratische Union Deutschlands | 19,9   | 3          | 26,5   | 4          | 33,6   | 6          | 37,4   | 6          | 53,9   | 12         |
| Sitzverteilung in der Gemeindevertretung 2021Insgesamt 17 Sitze - SPD: 5 - CDU: 3 - Pro-Tal: 9 | SPD                               | Sozialdemokratische Partei Deutschlands     | 30,7   | 5          | 26,9   | 5          | 30,8   | 5          | 33,3   | 6          | 46,1   | 11         |
| Sitzverteilung in der Gemeindevertretung 2021Insgesamt 17 Sitze - SPD: 5 - CDU: 3 - Pro-Tal: 9 | gesamt                            | gesamt                                      | 100,0  | 17         | 100,0  | 17         | 100,0  | 17         | 100,0  | 17         | 100,0  | 23         |
| Sitzverteilung in der Gemeindevertretung 2021Insgesamt 17 Sitze - SPD: 5 - CDU: 3 - Pro-Tal: 9 | Wahlbeteiligung in %              | Wahlbeteiligung in %                        | 46,9   | 46,9       | 39,4   | 39,4       | 44,1   | 44,1       | 41,4   | 41,4       | 46,7   | 46,7       |

### Bürgermeister
Nach der hessischen Kommunalverfassung wird der Bürgermeister für eine sechsjährige Amtszeit gewählt, seit dem Jahr 1993 in einer Direktwahl, und ist Vorsitzender des Gemeindevorstands, dem in der Gemeinde Gorxheimertal neben dem Bürgermeister ehrenamtlich ein Erster Beigeordneter und fünf weitere Beigeordnete angehören. Bürgermeister ist seit dem 1. Januar 2024 der parteiunabhängige Frank Kohl. Er wurde als Nachfolger von Uwe Spitzer, der nach vier Amtszeiten nicht mehr kandidiert hatte, am 8. Oktober 2023 im ersten Wahlgang bei 63,26 Prozent Wahlbeteiligung mit 64,99 Prozent der Stimmen gewählt.
Amtszeiten der Bürgermeister
- 2024–2029 Frank Kohl[24]
- 2000–2023 Uwe Spitzer[25]
- 1982–1999 Germaid Fitz
- 1972–1981 Adam Flößer

### Wappen und Banner
Wappen

Blasonierung: „In Rot über einem aus gewelltem silbernen Schildfuß, von zwei blauen Streifen durchwirkt, aufsteigenden Mühlrad ein silbernes Spitznagelkreuz.“
Das Wappen wurde der Gemeinde am 7. November 1972 durch den Hessischen Innenminister genehmigt. Gestaltet wurde es durch den Bad Nauheimer Heraldiker Heinz Ritt.
Gorxheimertal übernahm das Wappen bei der Gemeindegründung vom jetzigen Ortsteil Trösel.
Das Spitznagelkreuz zeigt die frühere Zugehörigkeit zu Kloster Lorsch, Mühlrad und Wellenfuß symbolisieren das örtliche Mühlenwesen am Grundelbach.
 Flagge 
Die Flagge wurde der Gemeinde am 16. April 1977 genehmigt und wird wie folgt beschrieben:
„Auf verbreiteter Mittelbahn des von roten Doppelstreifen begrenzten weißen Flaggentuchs aufgelegt das Gemeindewappen.“

## Flächennutzung
Das Gemeindegebiet umfasst eine Gesamtfläche von 1045 Hektar, davon entfallen in ha auf:
| Nutzungsart             | Nutzungsart             | 2011 | 2015 |
| ----------------------- | ----------------------- | ---- | ---- |
| Gebäude- und Freifläche | Gebäude- und Freifläche | 95   | 95   |
| davon                   | Wohnen                  | 78   | 77   |
|                         | Gewerbe                 | 0    | 0    |
| Betriebsfläche          | Betriebsfläche          | 1    | 1    |
| davon                   | Abbauland               | 0    | 0    |
| Erholungsfläche         | Erholungsfläche         | 4    | 4    |
| davon                   | Grünanlage              | 1    | 1    |
| Verkehrsfläche          | Verkehrsfläche          | 45   | 45   |
| Landwirtschaftsfläche   | Landwirtschaftsfläche   | 377  | 377  |
| davon                   | Moor                    | 0    | 0    |
|                         | Heide                   | 0    | 0    |
| Waldfläche              | Waldfläche              | 511  | 511  |
| Wasserfläche            | Wasserfläche            | 2    | 2    |
| Sonstige Nutzung        | Sonstige Nutzung        | 10   | 10   |